# Sanctions du Conseil de sécurité nationale et de défense contre des citoyens ukrainiens

Logo du Conseil de défense et de sécurité nationale

Les sanctions du Conseil de sécurité nationale et de défense de l’Ukraine contre des citoyens ukrainiens font référence à la pratique inconstitutionnelle,,, du Conseil de défense et de sécurité nationale d'Ukraine consistant à appliquer des mesures restrictives personnelles à l’encontre de citoyens ukrainiens en vertu de la loi « Sur les sanctions ». Cette pratique a été largement critiquée pour sa contradiction avec la Constitution de l’Ukraine et son utilisation comme outil politique par les autorités actuelles, en particulier le président Volodymyr Zelensky,,,. Des sanctions ont été imposées à des hommes politiques de l’opposition, des personnalités médiatiques, des entrepreneurs et des blogueurs. Parmi les cas les plus médiatisés figurent : le cinquième président de l’Ukraine, Petro Porochenko ; les cofondateurs et anciens actionnaires de PrivatBank, Gennadiy Bogolyubov et Ihor Kolomoïsky ; la journaliste Svitlana Kryoukova ; l’ancien conseiller de la présidence, Oleksiy Arestovytch ; et l’homme d’affaires Kostyantyn Jevago.
En février 2025, le Groupe de protection des droits de l’homme de Kharkiv, l’Union ukrainienne des droits de l’homme d’Helsinki, le Centre pour les libertés civiles et d’autres organisations ukrainiennes de défense des droits de l’homme ont publié une déclaration conjointe condamnant l’usage des sanctions contre des hommes politiques d’opposition et des hommes d’affaires. Les sanctions du Conseil de défense et de sécurité nationale d'Ukraine contre des citoyens ukrainiens ont également été critiquées par des organisations internationales de défense des droits de l’homme, dont Amnesty International, qui a dénoncé l’utilisation de ces sanctions comme un outil de persécution politique.

## Contexte

### Base légale
La loi ukrainienne « Sur les sanctions », adoptée le 14 août 2014 en réponse à la guerre russo-ukrainienne, prévoit l’imposition de sanctions à des États étrangers, des entités juridiques et des individus menaçant la sécurité nationale. Cependant, la loi n’autorise pas explicitement l’application de sanctions aux citoyens ukrainiens, créant ainsi une contradiction juridique avec la Constitution de l’Ukraine. 
Depuis 2021, sous la présidence de Volodymyr Zelensky, le Conseil de défense et de sécurité nationale d'Ukraine a activement appliqué des sanctions contre ses propres citoyens, souvent sans décisions judiciaires, sur la base de renseignements ou d’informations fournies par le Service de sécurité de l’Ukraine (SBU).

### Contradiction avec la Constitution de l’Ukraine
Selon la Constitution de l’Ukraine : 
- Les droits et libertés des citoyens ne peuvent être restreints que par la loi et uniquement en cas de loi martiale ou d’état d’urgence (Art. 64).

- La privation de propriété, les restrictions de liberté de mouvement et d’autres formes de coercition ne peuvent être imposées que par une décision judiciaire (Arts. 41, 55).

- Le Conseil de défense et de sécurité nationale d'Ukraine est un organe de coordination sous l’autorité du président de l’Ukraine en matière de sécurité nationale et de défense. Il ne possède pas de pouvoirs judiciaires ou d’application de la loi (Art. 107).

Par conséquent, l’imposition de sanctions à des citoyens ukrainiens sans décision judiciaire est considérée par de nombreux experts juridiques comme une forme inconstitutionnelle de coercition étatique,,,.

### Aspects juridiques
L’une des principales préoccupations juridiques concerne le non-respect des sanctions du Conseil de sécurité nationale et de défense par le Système européen de banques centrales. Étant donné que ces sanctions en Ukraine sont imposées sans décision judiciaire, elles ne sont pas reconnues par les institutions de l’Union européenne, où l’État de droit est un principe fondamental. Les banques européennes refusent généralement de se conformer aux restrictions visant les personnes inscrites dans le registre des sanctions du Conseil de sécurité nationale et de défense, considérant ces mesures comme politiquement motivées et juridiquement infondées selon les normes internationales. Cela soulève des doutes quant à l’efficacité des sanctions ukrainiennes en dehors du pays et met en évidence la nécessité de procédures judiciaires transparentes.
Dans les États membres de l’UE, il n’existe aucun précédent d’imposition de sanctions contre leurs propres citoyens en dehors d’un processus judiciaire. La tradition juridique européenne repose sur l’État de droit, la présomption d’innocence et les garanties procédurales en matière pénale. Si des citoyens sont soupçonnés d’infractions pénales, les lois pénales ou administratives appropriées sont appliquées, et les affaires sont traitées exclusivement par les tribunaux.
Les sanctions en tant qu’outil d’influence politique contre les citoyens ne sont pas utilisées au sein de l’UE, car elles sont jugées incompatibles avec les principes fondamentaux d’un État de droit,. De telles actions sont perçues comme politiquement motivées et nuisibles à la confiance du public dans le système judiciaire. Le respect de l’équité procédurale et la protection des droits humains restent au cœur des systèmes juridiques de l’UE et, selon de nombreux experts, contribuent à la stabilité politique et économique de la région.

## Application politique
Les sanctions imposées par le Conseil de défense et de sécurité nationale d'Ukraine ont suscité de vives critiques de la part d’organisations de défense des droits de l’homme, qui les considèrent comme un outil politique utilisé par le président Volodymyr Zelensky,,,. Le 12 février 2025, l’ancien président et leader de l’opposition Petro Porochenko a annoncé avoir été sanctionné, qualifiant cette décision de « politiquement motivée et inconstitutionnelle ». Il a accusé le président Zelensky d’avoir orchestré ces sanctions et l’a tenu personnellement responsable de leurs conséquences négatives. Selon Porochenko, « il y a de nombreux complices dans ce crime : toute l’équipe de Zelensky, le gouvernement, qui a été contraint de participer à cette farce absurde, les membres de son CDSN qui ont levé la main en silence. Mais l’initiateur, l’exécutant et le signataire, c’est une seule personne : Zelensky lui-même »,. 
Outre Porochenko, le CDSN a imposé des sanctions à plusieurs personnalités éminentes, dont les hommes d’affaires Ihor Kolomoïsky, Kostyantyn Jevago, Gennadiy Bogolyubov, et l’ancien député Viktor Medvedtchouk. Ces sanctions comprennent le gel des avoirs, des interdictions de retrait de capitaux, ainsi que des restrictions à la participation aux privatisations et à la location de biens de l’État,.
L’homme d’affaires Kostyantyn Jevago a qualifié les sanctions à son encontre de « nouvel épisode de persécution de la part du président Zelensky ». Dans une déclaration vidéo le 12 février, il a souligné qu’aucune décision de justice ne le liait à des menaces contre la sécurité nationale, l’intégrité territoriale ou la souveraineté. Jevago a soutenu que l’absence de fondement juridique pour des poursuites pénales rendait ces sanctions absurdes.
La journaliste d’opposition Svitlana Kryoukova, ancienne rédactrice en chef adjointe de « Strana.ua », a également été sanctionnée. Elle a exprimé sa déception sur les réseaux sociaux et a annoncé son intention de contester les sanctions devant la Cour suprême, affirmant sa croyance en une Ukraine fondée sur le droit, la morale et l’honneur. Un mois plus tard, sa voiture aurait été incendiée à Kyiv.
Le 11 avril 2025, le président Zelensky a promulgué des sanctions du CDSN contre le blogueur ukrainien Oleksandr Chelest et l’analyste politique Vadym Karassiov. Le 17 avril, leurs chaînes YouTube ont été bloquées en Ukraine.
Le 1er mai 2025, des sanctions ont été imposées à l’ancien conseiller présidentiel Oleksiy Arestovytch, à l’analyste politique Kostiantyn Bondarenko et au blogueur Myroslav Oleshko. Arestovytch a décrit les sanctions contre lui et Porochenko comme « un écho clair des prochaines élections ». En signe de protestation, le lieutenant-colonel Roman Kovalyov a refusé l’Ordre de Bohdan Khmelnytsky, 3e classe, déclarant qu’Arestovytch était « un patriote et défenseur du peuple ukrainien » avec « sa propre vision de l’avenir de l’Ukraine ». À la suite de la déclaration de Kovalyov, un autre soldat, Taras Zadorozhny, a renoncé à ses deux décorations militaires. 
Le 9 mai 2025, la chaîne YouTube d’Arestovytch a été bloquée en Ukraine à la demande du CDSN.

## Critiques
En 2024, l’Association du Barreau ukrainien a appelé à une réforme du mécanisme des sanctions, soulignant la nécessité de garantir un véritable contrôle judiciaire et la protection des droits de l’homme,.
Des organisations ukrainiennes de défense des droits humains, telles que le Centre des droits humains ZMINA, l’Union ukrainienne Helsinki pour les droits de l’homme (UHHRU) et le Groupe de protection des droits de l’homme de Kharkiv, ont déclaré à plusieurs reprises que l’imposition de sanctions à l’encontre de citoyens ukrainiens viole la Constitution de l’Ukraine ainsi que le droit international,,.
Elles soutiennent que le Conseil de défense et de sécurité nationale d'Ukraine (CDSN), en tant qu’organe politique, n’a pas l’autorité nécessaire pour exercer des fonctions quasi-judiciaires.
Le Centre des droits humains ZMINA a averti que « le recours aux sanctions à la place d’enquêtes appropriées et de procès équitables pourrait mener à la destruction de la démocratie en Ukraine ». Le Groupe de protection des droits de l’homme de Kharkiv a déclaré que les sanctions contre des citoyens ukrainiens ne peuvent être acceptables que dans les cas où les individus se cachent dans des juridictions hostiles à l’étranger ou dans des territoires temporairement occupés, et lorsque l’État ne dispose d’aucun mécanisme pour les traduire en justice. Selon les défenseurs des droits de l’homme, les actions du président Zelenskyy dans ce contexte relèvent davantage de la répression politique que de véritables sanctions au sens du droit international.
Oleksandra Matviïtchouk, présidente du Centre pour les libertés civiles et lauréate du prix Nobel de la paix, a déclaré qu’« on ne peut pas remplacer les réformes de la justice, des forces de l’ordre et des services spéciaux par un contrôle manuel exercé via le CDSN ». Elle a mis en garde contre le danger à long terme de telles sanctions, soulignant que « l’Ukraine ne peut pas se permettre d’utiliser des méthodes illégales similaires à celles employées par la Russie ».
Le 14 février 2025, des organisations ukrainiennes de défense des droits humains ont publié une déclaration conjointe concernant l’imposition de sanctions personnelles contre Petro Porochenko, Kostyantyn Jevago, Ihor Kolomoïsky et Gennadiy Bogolyubov. Elles ont qualifié les sanctions contre des hommes politiques d’opposition et des hommes d’affaires de « répression politique extrajudiciaire » et d’« usurpation du pouvoir dans l’État ». La déclaration a été signée par le Groupe de protection des droits de l’homme de Kharkiv, l’Union ukrainienne Helsinki pour les droits de l’homme, le Centre pour les libertés civiles, l’ONG Centre de recherche sur l’activité des forces de l’ordre, la fondation caritative « L’Homme et la Loi », le Groupe des droits de l’homme « SICH », l’Association des familles de prisonniers politiques du Kremlin, l’Institut ukrainien pour les droits humains, la Fondation ukrainienne d’aide juridique, l’ONG « Oiseau Bleu », la section ukrainienne de la Société internationale pour les droits de l’homme, la Maison de l’éducation aux droits humains – Tchernihiv, l’Association des organisations et communautés juives d’Ukraine, le Congrès des communautés nationales d’Ukraine, l’Institut Pylyp Orlyk pour la démocratie, l’ONG « Capital Social », ainsi que l’ONG municipale de Ternopil « Centre masculin adaptatif ».
L’organisation internationale de défense des droits humains Amnesty International a également exprimé son inquiétude concernant les violations des droits humains en Ukraine, notamment l’utilisation des sanctions comme un « outil de persécution politique ».
Manfred Weber, homme politique allemand et président du Parti populaire européen au Parlement européen, s’est dit surpris par les sanctions imposées à l’ancien président Petro Porochenko. Il a estimé que cette décision semblait politiquement motivée et qu’elle risquait de compromettre l’unité nationale à un moment critique de la guerre. Weber a appelé le président Zelenskyy à reconsidérer cette mesure afin de ne pas nuire à la trajectoire d’intégration européenne de l’Ukraine.

## Pratique judiciaire
Selon la Cour suprême d'Ukraine, depuis 2017, plus de 460 recours ont été déposés contre des sanctions, mais un seul a été accepté.
Le 14 mars 2025, la journaliste Svitlana Kryoukova a déposé un recours auprès de la Cour suprême d'Ukraine contre le décret présidentiel imposant des sanctions personnelles à son encontre. Elle a déclaré vouloir rendre l'affaire « bruyante et publique ».
Le 17 avril 2025, il a été rapporté que Petro Porochenko, président du parti Solidarité européenne et ancien président de l'Ukraine, avait déposé un recours auprès de la Cour suprême contre les sanctions imposées par le CDSN, aux côtés de Kryoukova. Lors de la première audience, il a déclaré :

« Le Bureau du président et le secrétariat du CDSN ont falsifié le décret. Le président Zelensky n'a pas signé la version qui a finalement été publiée. J'ai personnellement vu une autre version du document – avec la même date, mais avec une différence de deux heures –, qui a été entièrement réécrite et signée par la ministre de l'Économie, Ioulia Svyrydenko. — Petro Porochenko
»

## Initiatives législatives
Le 9 mai 2025, Petro Porochenko a annoncé qu'il préparait un projet de loi pour la Verkhovna Rada prévoyant une responsabilité personnelle pour les membres du CDSN qui votent en faveur de l'imposition de sanctions contre des citoyens ukrainiens.